# Archidendron
Archidendron je biljni rod korisnog drveća i grmlja iz porodice Fabaceae, smješten u tribus Ingeae, dio potporodice Caesalpinioideae. Blizu 100 vrsta rašireno je po suptropskim i tropskim krajevima Azije i Australije
Mnoge vrste su endemi a razbne vrste koriste se u građevinarstvu, za ljudsku hranu (A. jiringa), izradu boja, sapuna, ljekove, štavljenje.

## Vrste
1. Archidendron alatum Pulle ex de Wit
2. Archidendron alternifoliolatum (T.L.Wu) I.C.Nielsen
3. Archidendron apoense (Elmer) I.C.Nielsen
4. Archidendron arborescens (Kosterm.) I.C.Nielsen
5. Archidendron aruense (Warb.) de Wit
6. Archidendron arunachalense S.S.Dash & Sanjappa
7. Archidendron balansae (Oliv.) I.C.Nielsen
8. Archidendron bauchei (Gagnep.) I.C.Nielsen
9. Archidendron beguinii de Wit
10. Archidendron bellum Harms
11. Archidendron bigeminum (L.) I.C.Nielsen
12. Archidendron borneense (Benth.) I.C.Nielsen
13. Archidendron brachycarpum Harms
14. Archidendron brevicalyx Harms
15. Archidendron brevipes (K.Schum.) de Wit
16. Archidendron bubalinum (Jack) I.C.Nielsen
17. Archidendron calliandrum de Wit
18. Archidendron calycinum Pulle
19. Archidendron chevalieri (Kosterm.) I.C.Nielsen
20. Archidendron clypearia (Jack) I.C.Nielsen
21. Archidendron cockburnii I.C.Nielsen
22. Archidendron conspicuum (Craib) I.C.Nielsen
23. Archidendron contortum (Mart.) I.C.Nielsen
24. Archidendron cordifolium (T.L.Wu) I.C.Nielsen
25. Archidendron crateradenum (Kosterm.) I.C.Nielsen
26. Archidendron dalatense (Kosterm.) I.C.Nielsen
27. Archidendron eberhardtii I.C.Nielsen
28. Archidendron ellipticum (Blume) I.C.Nielsen
29. Archidendron fagifolium (Blume ex Miq.) I.C.Nielsen
30. Archidendron falcatum I.C.Nielsen
31. Archidendron fallax Harms
32. Archidendron forbesii Baker f.
33. Archidendron glabrifolium (T.L.Wu) I.C.Nielsen
34. Archidendron glabrum (K.Schum.) K.Schum. & Lauterb.
35. Archidendron glandulosum Mohlenbr. ex Verdc.
36. Archidendron globosum (Blume) I.C.Nielsen
37. Archidendron glomeriflorum (Kurz) I.C.Nielsen
38. Archidendron gogolense (K.Schum. & Lauterb.) de Wit
39. Archidendron grandiflorum (Benth.) I.C.Nielsen
40. Archidendron harmsii Malm
41. Archidendron havilandii (Ridl.) I.C.Nielsen
42. Archidendron hendersonii (F.Muell.) I.C.Nielsen
43. Archidendron hirsutum I.C.Nielsen
44. Archidendron hispidum (Mohlenbr.) Verdc.
45. Archidendron hooglandii Verdc.
46. Archidendron jiringa (Jack) I.C.Nielsen
47. Archidendron kalkmanii (Kosterm.) I.C.Nielsen
48. Archidendron kanisii R.S.Cowan
49. Archidendron kerrii (Gagnep.) I.C.Nielsen
50. Archidendron kinabaluense (Kosterm.) I.C.Nielsen
51. Archidendron kunstleri (Prain) I.C.Nielsen
52. Archidendron laoticum (Gagnep.) I.C.Nielsen
53. Archidendron lovelliae (F.M.Bailey) I.C.Nielsen
54. Archidendron lucidum (Benth.) I.C.Nielsen
55. Archidendron lucyi F.Muell.
56. Archidendron megaphyllum Merr. & L.M.Perry
57. Archidendron merrillii (J.F.Macbr.) I.C.Nielsen
58. Archidendron microcarpum (Benth.) I.C.Nielsen
59. Archidendron minahassae (Teijsm. & Binn. ex Koord.) I.C.Nielsen
60. Archidendron molle (K.Schum.) de Wit
61. Archidendron monopterum (Kosterm.) I.C.Nielsen
62. Archidendron mucronatum Harms
63. Archidendron muellerianum (Maiden & R.T.Baker) I.C.Nielsen
64. Archidendron multifoliolatum (H.Q.Wen) T.L.Wu
65. Archidendron muricarpum (Kosterm.) Verdc.
66. Archidendron nervosum de Wit
67. Archidendron nielsenianum S.S.Dash & Sanjappa
68. Archidendron novoguineense (Merr. & L.M.Perry) I.C.Nielsen
69. Archidendron occultatum (Gagnep.) I.C.Nielsen
70. Archidendron oppositum (Miq.) I.C.Nielsen
71. Archidendron pachycarpum (Warb.) de Wit
72. Archidendron pahangense (Kosterm.) I.C.Nielsen
73. Archidendron palauense (Kaneh.) I.C.Nielsen
74. Archidendron parviflorum Pulle
75. Archidendron pauciflorum (Benth.) I.C.Nielsen
76. Archidendron pellitum (Gagnep.) I.C.Nielsen
77. Archidendron poilanei (Kosterm.) I.C.Nielsen
78. Archidendron ptenopum Verdc.
79. Archidendron quocense (Pierre) I.C.Nielsen
80. Archidendron ramiflorum (F.Muell.) Kosterm.
81. Archidendron robinsonii (Gagnep.) I.C.Nielsen
82. Archidendron royenii Kosterm.
83. Archidendron rufescens (Mohlenbr.) Verdc.
84. Archidendron sabahense I.C.Nielsen
85. Archidendron scutiferum (Blanco) I.C.Nielsen
86. Archidendron sessile (Scheff.) de Wit
87. Archidendron syringifolium (Kosterm.) I.C.Nielsen
88. Archidendron tenuiracemosum Kaneh. & Hatus.
89. Archidendron tetraphyllum (Gagnep.) I.C.Nielsen
90. Archidendron tjendana (Kosterm.) I.C.Nielsen
91. Archidendron tonkinense I.C.Nielsen
92. Archidendron trichophyllum (Kosterm.) I.C.Nielsen
93. Archidendron trifoliolatum de Wit
94. Archidendron triplinervium (Kosterm.) I.C.Nielsen
95. Archidendron turgidum (Merr.) I.C.Nielsen
96. Archidendron utile (Chun & F.C.How) I.C.Nielsen
97. Archidendron vaillantii (F.Muell.) F.Muell.
98. Archidendron whitei I.C.Nielsen
99. Archidendron xichouense (C.Chen & H.Sun) X.Y.Zhu